# The Paddingtons
The Paddingtons is een Engelse indierockband uit Hull.
De band bracht twee albums uit en ze staan bekend om hun energieke concerten. 

## Discografie

### Albums
- 2005 - First Comes First
- 2008 - No Mundane Options

### Singles
- 2004 - "21"
- 2005 - "Panic Attack"
- 2005 - "50 to a Pound"
- 2005 - "Sorry"
- 2008 - "Stand Down"
- 2008 - "What's The Point in Anything New"